# Rohatsko
Rohatsko est une commune du district de Mladá Boleslav, dans la région de Bohême-Centrale, en République tchèque. Sa population s'élevait à 267 habitants en 2020.

## Géographie
Rohatsko se trouve à 14,5 km à l'est-nord-est de Mladá Boleslav et à 62 km au nord-est de Prague.
La commune est limitée par Obruby au nord, par Dolní Bousov au nord, à l'est et au sud-est, par Domousnice au sud et par Dolní Bousov (quartiers de Bechov et Svobodín) à l'ouest.

## Histoire
La première mention écrite de la localité date de 1542.